# سود اویاسیون اس‌ئی-۱۱۶ وولتیگور
سود اویاسیون اس‌ئی-۱۱۶ وولتیگور (به انگلیسی: Sud Aviation SE-116 Voltigeur) یک هواگرد ساختِ کارخانهٔ سود-اویاسیون در کشور فرانسه است. این هواگرد برای نخستین بار در ۵ ژوئن ۱۹۵۸ میلادی مورد استفاده قرار گرفت.